# Contea di Mianning
La contea di Mianning (冕宁县S, Miǎnníng XiànP) è una contea della Cina, situata nella provincia di Sichuan e amministrata dalla prefettura autonoma Yi di Liangshan.